# ジェイソン・オマラ
ジェイソン・オマラ（Jason O'Mara, 1972年8月6日 - ）は、アイルランド出身の俳優。映画『バイオハザードIII』のアルバート・ウェスカー役で知られる。
アメリカ合衆国のテレビドラマ『ニューヨーク1973/LIFE ON MARS』(2008年)、『Terra Nova 〜未来創世記』(2011年)、『VEGAS/ベガス』(2012年–2013年)、『エージェント・オブ・シールド』(2016年–2017年)、『高い城の男』(2018年–2019年)に出演している。『ジャドヴィル包囲戦 -6日間の戦い-』(2016年)の演技により、アイルランド・アカデミー賞助演男優賞を受賞した。
2013年から2020年、DCアニメ・ムービー・ユニバースのバットマン、2020年からネットフリックスの『ゼウスの血』のゼウスの声を担当している。

## 経歴
ロイヤル・シェイクスピア・カンパニーに所属していた。ロンドンおよびダブリンにて、『マルタ島のユダヤ人』、『Popcorn』などの舞台に出演し、2002年、ニール・ラビュート脚本の『Bash: Latter-Day Plays』ジョン役の演技でアイリッシュ・シアター・アワードで助演男優賞にノミネートされた。
ロンドン、ダブリン、そしてニューヨークのリンカーン・センターにてハロルド・ピンターの戯曲『The Homecoming』に出演した。他に『CIA:ザ・エージェンシー』、『バンド・オブ・ブラザース』、『Monarch of the Glen』、『High Stakes』、『Playing the Field』、『The Bill』、『Berkeley Square』、『Reach for the Moon』などの連続テレビドラマに出演している。
イギリスの連続テレビドラマ『Life on Mars』のアメリカのリメイク『Life on Mars』のサム・タイラー役で主演した。2011年、FOXの連続テレビドラマ『Terra Nova 〜未来創世記』のジム・シャノン役で主演した。2007年の『Marlowe』パイロット版ではフィリップ・マーロウ役を演じた。
2015年、ヒストリー・チャンネルのミニシリーズ『Sons of Liberty』でジョージ・ワシントン役を演じた。
2005年および2008年、TNTの『クローザー』で一見魅力的だが強い執着心を持つ異常者のビル・クローリック役を演じた。
『クリミナル・マインド FBI行動分析課』シーズン2のエピソード「"The Last Word"」に連続殺人犯役でゲスト出演した。2012年、映画『ラブ&マネー』でジョー・モレリ役を演じた。『VEGAS/ベガス』にジャック・ラム役で出演した。
「The New 52」を基にしたDCコミックスのシェアード・ワールドであるDCユニバース・アニメ・オリジナル・ムービーのバットマンおよびブルース・ウェインに配役された。『Justice League: War』、『Son of Batman』の他、『ジャスティス・リーグ:アトランティスの進撃』、『バットマン:バッド・ブラッド』、『Batman: Hush』でも同役を演じた。
『エージェント・オブ・シールド』でS.H.I.E.L.D.の新長官ジェフリー・メイス役に配役された。
2018年10月、 『高い城の男』でジュリアナ・クレイン(アレクサ・ダヴァロス)に別世界とフィルムの往来についての情報を裏で教えるウェイン・プライス役を演じた。
2019年、ネットフリックスのギリシア神話を基にした連続ドラマ『ゼウスの血』のゼウスの声を担当している。

## 私生活
2003年9月、コネチカット州オールド・セイブルックにてアメリカ人女優ペイジ・ターコとカトリック結婚式を挙げ、子が1人いる。2009年、アメリカ国籍を取得した。2017年5月に別居し、6月にペイジが離婚を申請し、息子デイヴィッドの共同親権と養育費を求めた。

## フィルモグラフィ

### 映画
- スペース・トラッカー Space Truckers (1996)
- バイオハザードIII Resident Evil: Extinction (2007)
- ラブ&マネー One for the Money (2012)
- ジャドヴィル包囲戦 -6日間の戦い- The Siege of Jadotville (2016)

### テレビシリーズ
- バンド・オブ・ブラザース Band of Brothers (2001)
- CIA:ザ・エージェンシー The Agency (2002–2003)
- CSI:マイアミ CSI: Miami (2004)
- クローザー The Closer (2005, 2008)
- クリミナル・マインド FBI行動分析課 Criminal Minds (2006)
- グレイズ・アナトミー 恋の解剖学 Grey's Anatomy (2008)
- ニューヨーク1973/LIFE ON MARS Life on Mars (2008-2009)
- Trust Me (2009)
- Terra Nova 〜未来創世記 Terra Nova (2011)
- エージェント・オブ・シールド Marvel’s Agents of S.H.I.E.L.D. (2016)
- 高い城の男 The Man in the High Castle (2018)